# Masacre de San José de Secce
La masacre de San José de Secce fue el asesinato de 80 campesinos en la localidad de San José de Secce, Ayacucho, por parte del Partido Comunista del Perú-Sendero Luminoso.

## Antecedentes
La comunidad de San José de Secce se había resistido a seguir las directivas de Sendero Luminoso. En enero de 1983, los pobladores de San José de Secce se enfrentaron con un comando senderista provocando la muerte de 7 senderistas. Al mes siguiente, los senderistas asesinaron a cuatro personas de la localidad por impulsar la instalación de un puesto de la Guardia Civil en la comunidad.

## Acontecimientos
El 20 de mayo de 1983, un grupo de alrededor de 100 senderistas llegaron a la localidad de San José de Secce. En la comunidad se había tomado la decisión de contactar con los militares de Huanta. El principal impulsor de la iniciativa fue Pedro Ataucusi Rojas. Un infiltrado senderista de nombre Esteban Molina Palomino informó a su organización de los preparativos por lo que se dispuso un ataque en represalia. En el transcurso del ataque, los senderistas buscaron a Ataucusi localizándolo y amarrándolo en un árbol, luego le cortaron la lengua, le sacaron los ojos, le cortaron los testículos, le abrieron el vientre y lo llenaron de excremento. Otras de las víctimas fue un hermano de Molina que este acusó de "enemigo del pueblo" y una niña de 2 años cuya cabeza fue destrozada contra las rocas por un senderista. En el transcurso del ataque fueron victimados niños y mujeres, llegando a desaparecer familias enteras, a la par que los senderistas daban vivas por la "guerra popular" y a Abimael Guzmán, líder de Sendero Luminoso.